# 12512 Split
12512 Split è un asteroide della fascia principale. Scoperto nel 1998, presenta un'orbita caratterizzata da un semiasse maggiore pari a 2,2697779 UA e da un'eccentricità di 0,1909453, inclinata di 5,07230° rispetto all'eclittica.
L'asteroide è dedicato all'omonima città croata il cui esonimo in italiano è Spalato.